# Elachista minuta
Elachista minuta is een vlinder uit de familie grasmineermotten (Elachistidae). De wetenschappelijke naam is voor het eerst geldig gepubliceerd in 2003 door Parenti.
De soort komt voor in Europa.